# Боденско језеро
Боденско језеро или језеро Констанц (фр. Lac de Constance, итал. Lago di Costanza), језеро је на Рајни између Немачке, Швајцарске и Аустрије. Лежи приближно на координатама 47° 39′ СГШ, 9° 19′ ИГД. По пореклу језеро је тектонског порекла и не припада ни једној језерској групи језера.
Боденско језеро први пут спомиње хиспански географ Помпоније Мела 43. године п. н. е. Приметио је да Рајна тече кроз два језера, и дао им је латинска имена Lacus Venetus (данас Оберзе) и Lacus Acronius (Данас Унтерзе). Плиније Старији је користио име Lacus Brigantinus по римском граду Brigantium (данас Брегенц). Језеро је такође познато и као Швапско море.
Језеро се налази на 395 m надморске висине и треће је по величини у средишњој Европи, после Балатона и Женевског језера. Дугачко је 67 km, а на најширој тачки скоро 13 km. Прекрива приближно 539  укупне површине. Највећа дубина је 252 m у средини источног дела (Obersee). Запремина је приближно 55 km³. 
Језеро има 4 дела: 
- Оберзе (Obersee; главни, 476 km²)
- Иберлингер зе (Überlinger See; северни, 61 km²)
- Унтерзе (Untersee; западни, 63 )
- Целер зе и Гнадзе (Zeller See и Gnadensee; северозападни).

Рајна се улива у језеро на југоистоку, тече кроз Оберзе, град Констанц и Унтерзе, те излива се близу Штајна на Рајни. Боденско језеро пружа свежу воду многим градовима у Немачкој.
Ово језеро је формирао Рајнски ледник током леденог доба.

## Градови и градићи на језеру

### Аустрија
- Хард
- Хербранц
- Брегенц
- Лохау
- Хехст
- Фусах
- Гајсау

### Немачка
Од ушћа Рајне, на северној или десној обали:
- На горњем језеру (Obersee) и на Überlinger See
  - Линдау (у Баварској)
  - Васербург
  - Ноненхорн
  - Кресброн (у Баден-Виртембергу)
  - Лангенарген
  - Ерискирх
  - Фридрихсхафен
  - Именстад
  - Хагнау
  - Штетен
  - Мерсбург
  - Улдинген-Милхофен (на Überlinger See)
  - Иберлинген
  - Зиплинген
  - Бодман-Лудвигсхафен
- Констанц са предграђима
  - Валхаузен
  - Дингелздорф
  - Лицелштетен
- На доњем језеру
  - Рајхенау (укључујући истоимено острво)
  - Аленсбах (на Gnadensee)
  - Радолфцел (на Zellersee)
  - Мос
  - Гајнхофен
  - Енинген

### Швајцарска
Од ушћа Рајне на јужној или левој обали:
- На горњем језеру
  - Алтенрајн, Санкт Гален
  - Роршах, Санкт Гален
  - Хорн, Тургау
  - Штајнах, Санкт Гален
  - Арбон, Тургау (као и сви даље наведени)
  - Фраснахт
  - Егнах
  - Романзхорн
  - Утвил
  - Кесвил
  - Гитинген
  - Алтнау
  - Ландшлахт
  - Минстерлинген
  - Ботигхофен
  - Кројцлинген (и Констанц, Немачка)
- На Рајни
  - Готлибен
- На доњем језеру
  - Ерматинген
  - Маненбах
  - Берлинген
  - Штекборн
  - Мамерн
  - Ешенц
  - Штајн ам Рајн, Шафхаузен